# Ordre national du Mérite (Guinée)
L'ordre national du Mérite est un ordre honorifique guinéen qui récompense des mérites exceptionnels et une fidélité continue dans l’accomplissement de services au profit de la Nation.
Il est dirigé par l'ancien Général de division Ibrahima Diallo depuis le 29 septembre 2021.
Il comprend également quatre grades : chevalier, chancelier, officier et commandeur ainsi que deux dignités : grand officier et grand-croix.
En octobre 2022, sous la présidence de Mamadi Doumbouya, la chancellerie crée une nouvelle distinction dénommée Kolatier.
| Rubans de l'ordre national du Mérite | Rubans de l'ordre national du Mérite | Rubans de l'ordre national du Mérite | Rubans de l'ordre national du Mérite | Rubans de l'ordre national du Mérite | Rubans de l'ordre national du Mérite |
| ------------------------------------ | ------------------------------------ | ------------------------------------ | ------------------------------------ | ------------------------------------ | ------------------------------------ |
| Chevalier                            | Officier                             | Commandeur                           | Grand officier                       | Grand-croix                          | Kolatier                             |

## Liste des chanceliers depuis 2010
| Nom                    | Début du mandat   | Fin du mandat    |
| ---------------------- | ----------------- | ---------------- |
| Général Sory Doumbouya |                   | 26 août 2014     |
| Moriba Kourouma        | 18 mars 2015      | 10 décembre 2017 |
| Kaba 43 Camara         | 11 février 2018   | 25 mars 2021     |
| Ibrahima Diallo        | 29 septembre 2021 | En cours         |

## Liste des récipiendaires

### Grand-croix
- Hussein (roi de Jordanie)
- Adama Barrow, président de la Gambie[6]
- Abdel Fattah al-Sissi, président de l'Égypte
- Salmane ben Abdelaziz Al Saoud, roi de l'Arabie saoudite
- Vladimir Poutine, président de la république fédérale de Russie
- Mamadi Doumbouya, président de la république de Guinée.
- Cyril Ramaphosa, président de la république de Sud Afrique[7]
- Anne-Aymone Giscard d'Estaing, épouse de président français Valéry Giscard d'Estaing.
- Agostinho Neto, homme politique angolais.
- François Hollande, ancien Président de la République française.
- Haïlé Sélassié Ier, empereur d'Éthiopie
- Mohammed VI, roi du Maroc[8].

### Grand officier
- Bertrand Cochery, diplomate français
- Sepp Blatter, directeur sportif suisse
- Amadou-Mahtar M'Bow, homme politique sénégalais
- Alpha Condé, ex président de la Guinée
- Hamani Diori, ancien président nigérien
- Ram Nath Kovind, président indien
- Recep Tayyip Erdoğan, président de la Turquie
- Blaise Compaoré, ancien président du Burkina Faso
- Valéry Giscard d'Estaing, ancien Président de la République française
- Agostinho Neto, premier président d'Angola
- Kim Jong-il, ancien président de la Corée du Nord
- Kim Jong-un, président de la Corée du Nord
- Léonid Brejnev, homme politique soviétique
- Sadiba Koulibaly, chef d’état-major général des armées guinéennes

### Commandeur
- Hadja Djene Kaba Condé, première dame de la république de Guinée (2010-2021)[9]
- Al-Walid ben Talal Al Saoud, prince et homme d'affaires d'Arabie saoudite
- Paul Kammogne Fokam, banquier camerounais
- Veronika Skvortsova, neurologue, neurophysiologiste et femme politique russe.
- Sory Kandia Kouyaté, griot guinéen
- Ousmane Diagana, vice-président régional pour l'Afrique occidentale et centrale de la Banque mondiale
- Pr Alfred Georges Ki-Zerbo, représentant bureau pays de l'OMS en Guinée (novembre 2016 a octobre 2021).
- Abdoulaye Sawpith Camara, Artiste Chanteur Guinéen;
- Troy Fitrell, ambassadeur des États-Unis en Guinée[10];
- Anne Dudte-Johnson, chargée d’affaires à l’ambassade des États-Unis à Conakry[10].
- Huang Wei, ambassadeur de la république populaire de Chine en Guinée[11].

### Officier
- Salif Keita, homme de culture malien
- Kade Diawara (1940-2020), musicienne guinéenne
- Yves Henry Roblot, attaché militaire de l'ambassade de France en Guinée [12],[13].
- Sepp Blatter, homme d'affaires et dirigeant sportif suisse.

### Chevalier
- Aissatou Bella Diallo, journaliste guinéen[14]
- Aïcha Bah Diallo ;
- Simon Henshaw Ambassadeur des États-Unis (2018-2020) ;
- Oleg Deripaska, homme d'affaires russe.
- Sira Diop, enseignante, militante féministe et syndicaliste malienne
- Seyni Kountché, militaire et homme d'État nigérien,
- Idi Amin Dada, militaire et homme d'État ougandais,
- Dr Zhang Wei, responsable de la 28e mission médicale chinoise en Guinée[15].

### Kolatier
- Elhadj Mamadou Saliou Camara,Grand Imam de la Mosquée Fayçal,
- Monseigneur Vincent Koulibaly, Archevêque de l’Eglise Catholique de Guinée
- Monsieur Jacques Boston, Archevêque de la Province Interne de l’Eglise Anglicane de Guinée,
- Hadja Aicha Bah (promotrice de la paix), Palm Académique des Nations unies,
- Elhadj Dieriba Diaby promoteur de la paix,
- Elhadj Cheich Souleymane Sidibé, promoteur de la paix,
- Souleymane Diallo, Administrateur général du Groupe de presse Lynx-Lance.

## Autres appellations
- Ordre national de la Fidélité au peuple (Guinée, 8 mai 1972)[16], pour Fidel Castro.